# Helmut Zäh
Helmut Zäh (geboren am 26. Februar 1959 in Nördlingen) ist ein deutscher Philologe.

## Leben
Von 1978 bis 1987 studierte er Lateinische Philologie, Griechische Philologie und Geschichte an der Ludwig-Maximilians-Universität München. 1992  promovierte er in Lateinischer Philologie mit der Dissertation „Hieronymus Wolf: Commentariolus de vita sua“ (Referent: Wilfried Stroh, Korreferent: Franz Tinnefeld).
Von 1992 bis 1993 war er Mitarbeiter der Kommission für bayerische Landesgeschichte an der Bayerischen Akademie der Wissenschaften, wobei er an dem Projekt „Edition des Briefwechsels von Matthäus Rader“ beteiligt war.
Von 1994 bis 2003 war er wissenschaftlicher Angestellter der Universität Augsburg bzw. der Universität München und am Projekt „Die Bibliothek Konrad Peutingers – Edition der historischen Kataloge und Rekonstruktion der Bestände“, gefördert von der Deutschen Forschungsgemeinschaft, beteiligt. In den Jahren 2006/07 war er wissenschaftlicher Angestellter der Universität Heidelberg und am Projekt „Edition des Briefwechsels von Hieronymus Wolf“, gefördert von der Deutschen Forschungsgemeinschaft, beteiligt.
Von 2008 bis 2015 war er Mitarbeiter am Handschriftenkatalogisierungszentrum der Bayerischen Staatsbibliothek München, von 2010 bis 2011 Kurator (zusammen mit Christoph Emmendörffer) der Ausstellung „Bürgermacht & Bücherpracht“ im Maximilianmuseum Augsburg.
In den Jahren 2010/2011 war er wissenschaftlicher Angestellter der Universität Heidelberg und am Projekt „Edition des Briefwechsels von Hieronymus Wolf“, gefördert von der DFG, beteiligt.
In den Jahren 2015/2016 war er Kurator der Ausstellung „Gesammeltes Gedächtnis – Konrad Peutinger und die kulturelle Überlieferung im 16. Jahrhundert“ in der Staats- und Stadtbibliothek Augsburg.
Seit 2010 ist er Vorsitzender der „Initiative Staats- und Stadtbibliothek Augsburg e. V.“.

## Publikationen (Auswahl)
- mit Hans-Jörg Künast: Die autographen Kataloge Peutingers. Der juristische Bibliotheksteil. Walter de Gruyter, Berlin 2011.
- mit Hans-Jörg Künast: Die autographen Kataloge Peutingers. Der nicht-juristische Bibliotheksteil. Walter de Gruyter, Berlin 2012.
- mit Karl-Georg Pfändtner, Stefan Raueiser und Petra Weber: Abtransportiert, verschwunden und wieder sichtbar gemacht: die Bibliothek Kloster Irsee in der Staats- und Stadtbibliothek Augsburg. Quaternio Verlag, 2018.